# Quasi ovunque
In matematica, il termine quasi ovunque (spesso abbreviato in q.o, o a.e dall'inglese almost everywhere) definisce una proprietà che vale in tutti i punti di un insieme, tranne al più in un sottoinsieme di misura nulla. Naturalmente, affinché tale nozione sia ben posta, è necessario che sull'insieme in questione sia definito uno spazio di misura. In teoria della probabilità, si utilizza anche la locuzione quasi certamente (o anche a.s dall'inglese almost surely) per indicare lo stesso concetto. Nella letteratura scientifica più datata, il termine francese presque partout (talvolta abbreviato p.p.) ha pure uso frequente (con il medesimo significato).
Solitamente, le proprietà verificate quasi ovunque, pur essendo meno restrittive di proprietà verificate ovunque, caratterizzano particolari regolarità, come ad esempio la derivabilità.

## Esempi
- Una funzione continua quasi ovunque è integrabile secondo Riemann.
- Una funzione che valga {\displaystyle 0} su tutta la retta reale tranne che in un insieme numerabile di punti (tale insieme ha misura nulla secondo Lebesgue) ha integrale nullo, esattamente come una funzione identicamente nulla in tutto {\displaystyle \mathbb {R} }.
- La funzione di Cantor-Vitali, definita nell'intervallo chiuso {\displaystyle [0,1]}, è derivabile in tutto {\displaystyle [0,1]} tranne che nell'insieme di Cantor, di misura di Lebesgue nulla e, dove esiste, ha derivata identicamente 0.
- Per ovviare ad alcune ambiguità, spesso si parla di proprietà valide quasi ovunque, e di proprietà valide a meno di equivalenza quasi ovunque. Facciamo un esempio. Consideriamo le due funzioni reali:
{\displaystyle f(x)={\begin{cases}0\quad {\mbox{se}}\,x\neq 0\\1\quad {\mbox{se}}\,x=0\end{cases}}}
{\displaystyle g(x)={\begin{cases}0\quad {\mbox{se}}\,x<0\\1\quad {\mbox{se}}\,x\geq 0\end{cases}}}
La prima, {\displaystyle f}, è continua a meno di equivalenza quasi ovunque, nel senso che esiste una funzione continua (in questo caso la funzione identicamente nulla), che è uguale a {\displaystyle f} al di fuori di un insieme di misura nulla (l'insieme costituito dal solo punto {\displaystyle x=0}). Invece {\displaystyle g} è quasi ovunque continua: l'insieme dei punti su cui non è continua ha misura nulla (essendo costituito dal solo punto {\displaystyle x=0}), ma non vi è alcuna funzione continua che sia uguale a {\displaystyle g} quasi ovunque.

## Applicazioni
- Nell'insieme delle funzioni misurabili su di un dato spazio di misura, la proprietà di essere uguali quasi ovunque definisce una relazione di equivalenza. Questa è utilizzata per definire alcuni degli spazi più importanti dell'analisi matematica, come gli spazi di Lebesgue e gli spazi di Sobolev.
- In teoria ergodica, il teorema di Birkhoff stabilisce la veridicità di alcune proprietà per quasi tutti i punti di un sistema dinamico conservativo. Questo risultato, molto generale ma non costruttivo, è stato oggetto delle osservazioni di molti famosi matematici, come ad esempio Aleksandr Yakovlevich Khinchin, volte a ridimensionare il valore dei risultati validi quasi ovunque in questo ambito. Ad esempio, tali risultati in genere stabiliscono che una data proprietà è valida al di fuori di un certo insieme nullo, ma tuttavia - fissato un determinato punto - non sarà possibile decidere se esso appartenga o meno a detto insieme nullo. Ne segue che, quando siano necessari dei calcoli espliciti, come per l'analisi numerica, i risultati validi quasi ovunque (e non ovunque) hanno un valore poco fruibile. Facciamo un esempio concreto; supponiamo di avere una successione {\displaystyle \{f_{n}\}} di funzioni reali (e con valori calcolabili esplicitamente) definite sull'intervallo {\displaystyle [0,1]}; supponiamo di sapere che esse convergano quasi ovunque a una costante {\displaystyle c}, di cui ci interessa sapere il valore numerico. Un approccio ingenuo è il seguente: fissiamo un punto {\displaystyle x_{0}\in [0,1]} e, con l'ausilio di un calcolatore, calcoliamo i valori della successione {\displaystyle f_{n}(x_{0})}. Ci aspettiamo che essi convergano a {\displaystyle c}, e quindi ne forniscano un'approssimazione. Ciò naturalmente è falso, dal momento che {\displaystyle x_{0}} potrebbe ben appartenere all'insieme di misura nulla su cui la proprietà di convergenza a {\displaystyle c} non è verificata. Per esempio, dal momento che un calcolatore potrà lavorare solamente con numeri razionali (i quali hanno misura di Lebesgue nulla), è addirittura possibile ottenere un risultato errato qualunque sia il valore di {\displaystyle x_{0}} con cui costruiamo la successione {\displaystyle f_{n}(x_{0})}. In questo semplice caso, il problema è facilmente risolvibile se facciamo delle ulteriori ipotesi, come quella di integrabilità delle funzioni {\displaystyle f_{n}}. Infatti la successione numerica {\displaystyle \int _{[0,1]}f_{n}(x)\,dx} convergerà alla costante {\displaystyle c} cercata (si noti tuttavia che in generale ciò richiederà uno sforzo computazionale molto maggiore del calcolo della successione {\displaystyle f_{n}(x_{0})}).